# Afterglow (Sarah McLachlan)
Afterglow è il quinto album discografico in studio della cantautrice canadese Sarah McLachlan, pubblicato nel 2003 in Canada e nel 2004 negli Stati Uniti.

## Tracce
1. Fallen – 3:47
2. World on Fire – 4:22
3. Stupid – 3:24
4. Drifting – 3:23
5. Train Wreck – 4:36
6. Push – 3:56
7. Answer – 3:58
8. Time – 4:07
9. Perfect Girl – 4:43
10. Dirty Little Secret – 3:55

## Classifiche
| Classifica  | Posizione raggiunta | Certificazione  | Vendite    |
| ----------- | ------------------- | --------------- | ---------- |
| Australia   | 22                  | oro             | >35.000    |
| Canada      | 1                   | 5 volte platino | >500.000   |
| Regno Unito | 33                  | oro             | >100,000   |
| Stati Uniti | 2                   | doppio platino  | >2.500.000 |